# Kim Basinger
Kim Basinger (nascuda Kimila Ann Basinger) és una actriu estatunidenca, nascuda el 8 de desembre de 1953 a Athens (Geòrgia), als Estats Units.

## Biografia
Després d'uns començaments com a model, Kim Basinger segueix la carrera d'actriu. Primer a la televisió on surt a sèries com L'home que valia tres mil milions (1977), i després sobre gran pantalla. La pel·lícula li obre les portes del cinema i és nominada als Globus d'Or el 1984 pel seu paper a El millor. Sex-symbol els anys 80, altres èxits són Blind Date, Batman, Anàlisi final i L.A. Confidential que li suposa l'Oscar a la millor actriu secundària.
Fa de model nua per a la revista Playboy el febrer de 1983 i reforça així la seva notorietat mundial.
Aconsegueix el seu primer èxit internacional el 1983 encarnant una seductora noia Bond a Never Say Never Again, i de d'aleshores la seva carrera anirà cap amunt gràcies a la seva interpretació tòrrida a Nou setmanes i mitja amb Mickey Rourke el 1986.
El 1993 es casa amb Alec Baldwin, amb qui va coincidir en el rodatge de La Cantant i el Multimilionari, el 1995 tenen una filla anomenada Ireland Eliesse. Se separen i el divorci és agitat.
El 2003, interpreta una mare perduda i alcohòlica d'Eminem a 8 Miles.

## Vida personal
Abans que fos famosa, Basinger va sortir amb el model Tim Saunders, el fotògraf Dale Robinette i el jugador de futbol Joe Namath. No tindria cap altre adjunt públic fins al 2014, quan va començar a sortir amb Mitch Stone. Com Snyder i Peters abans que ell, Stone va conèixer a Basinger mentre li feia els cabells en un plató de pel·lícula. La parella porta bandes d'or a joc i des de llavors s'han mudat junts.

## Filmografia
| 1981 | Hard Country                                                   | Jodie                     |                                                                               |      |                  |                 |  |
| 1981 | Killjoy                                                        | Laury Medford             |                                                                               |      |                  |                 |  |
| 1982 | Mother Lode                                                    | Andrea Spalding           |                                                                               |      |                  |                 |  |
| 1983 | Mai diguis mai més (Never Say Never Again)                     | Domino Petachi            |                                                                               |      |                  |                 |  |
| 1983 | L'home que estimava les dones (The Man Who Loved Women)        | Louise Carr               |                                                                               |      |                  |                 |  |
| 1984 | El millor (The Natural)                                        | Memo Paris                | Nominació per un Premi Globus d'Or                                            |      |                  |                 |  |
| 1985 | Boig d'amor (Fool for Love)                                    | May                       |                                                                               |      |                  |                 |  |
| 1986 | Nou setmanes i mitja (Nine ½ Weeks)                            | Elizabeth                 |                                                                               |      |                  |                 |  |
| 1986 | Atrapats sense sortida (No Mercy)                              | Michel Duval              |                                                                               |      |                  |                 |  |
| 1987 | Cita a cegues (Blind Date)                                     | Nadia Gates               |                                                                               |      |                  |                 |  |
| 1987 | Nadine                                                         | Nadine Hightower          |                                                                               |      |                  |                 |  |
| 1988 | La meva noia és una extraterrestre (My Stepmother Is an Alien) | Celeste Martin            |                                                                               |      |                  |                 |  |
| 1989 | Batman                                                         | Vicki Vale                |                                                                               |      |                  |                 |  |
| 1991 | The Marrying Man                                               | Vicki Anderson            |                                                                               |      |                  |                 |  |
| 1992 | Anàlisi final (Final Analysis)                                 | Heather Adams             |                                                                               |      |                  |                 |  |
| 1992 | Cool World                                                     | Holli Would               |                                                                               |      |                  |                 |  |
| 1992 | Extremadament perillosa (The Real McCoy)                       | Karen McCoy               |                                                                               |      |                  |                 |  |
| 1993 | Dos bojos amb sort 2 (Wayne's World 2)                         | Honey Horneé              |                                                                               |      |                  |                 |  |
| 1994 | La fugida (The Getaway)                                        | Carol McCoy               |                                                                               |      |                  |                 |  |
| 1994 | Prêt-à-Porter                                                  | Kitty Potter              |                                                                               |      |                  |                 |  |
| 1997 | L.A. Confidential                                              | Lynn Bracken              | Oscar a la millor actriu secundària Globus d'Or a la millor actriu secundària |      |                  |                 |  |
| 2000 | El somni d'Àfrica (I Dreamed of Africa)                        | Kuki Gallmann             |                                                                               |      |                  |                 |  |
| 2000 | Bless the Child                                                | Maggie O'Connor           |                                                                               |      |                  |                 |  |
| 2002 | 8 Mile                                                         | Stephanie Smith           |                                                                               |      |                  |                 |  |
| 2002 | Relacions confidencials (People I Know)                        | Victoria Gray             |                                                                               |      |                  |                 |  |
| 2004 | Una dona difícil (The Door in the Floor)                       | Marion Cole               |                                                                               |      |                  |                 |  |
| 2004 | Love Me Tender (Elvis Has Left the Building)                   | Harmony Jones             |                                                                               |      |                  |                 |  |
| 2004 | Cellular                                                       | Jessica Martin            |                                                                               |      |                  |                 |  |
| 2006 | The Sentinel                                                   | 1st Lady Sarah Ballentine |                                                                               |      |                  |                 |  |
| 2006 | The Mermaid Chair                                              | Jessie Sullivan           |                                                                               |      |                  |                 |  |
| 2007 | Even Money                                                     | Carol Carver              |                                                                               |      |                  |                 |  |
| 2008 | While She Was Out                                              | Della Smith               |                                                                               |      |                  |                 |  |
| 2008 | The Informers                                                  | Laura Sloan               |                                                                               |      |                  |                 |  |
| 2008 | Lluny de la terra cremada                                      | Gina                      |                                                                               | 2010 | Charlie St.Cloud | Claire St.Cloud |  |
| 2012 | Black November                                                 | Kristy                    |                                                                               |      |                  |                 |  |
| 2013 | Third Person                                                   | Elaine                    |                                                                               |      |                  |                 |  |

## Premis
| Cerimònia                                                                 | Data | Resultat   | Premi                           | Categoria                                                                     | Pel·lícula                                                                            |
| ------------------------------------------------------------------------- | ---- | ---------- | ------------------------------- | ----------------------------------------------------------------------------- | ------------------------------------------------------------------------------------- |
| Oscar Estats Units                                                        | 1998 | Guanyadora | Oscar                           | Millor actriu secundària                                                      | L.A. Confidential de Curtis Hanson (1997)                                             |
| Acadèmia del Cinema de Ciència-ficció, fantàstic i de Terror Estats Units | 2005 | Nominada   | Premis Saturn                   | Millor actriu secundària                                                      | Cellular de David R. Ellis (2004)                                                     |
| Acadèmia del Cinema de Ciència-ficció, fantàstic i de Terror Estats Units | 1991 | Nominada   | Premis Saturn                   | Millor actriu secundària                                                      | Batman de Tim Burton (1989)                                                           |
| Acadèmia del Cinema de Ciència-ficció, fantàstic i de Terror Estats Units | 1990 | Nominada   | Premis Saturn                   | Millor actriu                                                                 | La meva noia és una extraterrestre de Richard Benjamin (1988)                         |
| Premis BAFTA Regne Unit                                                   | 1998 | Nominada   | BAFTA Film Award                | Millor Actriu                                                                 | L.A. Confidential de Curtis Hanson (1997)                                             |
| Blockbuster Entertainment Awards Estats Units                             | 2001 | Nominada   | Blockbuster Entertainment Award | Actriu preferida en una pel·lícula de suspens                                 | Bless the Child de Chuck Russell (2000)                                               |
| Golden Apple Awards Estats Units                                          | 1991 | Guanyadora | Sour Apple                      |                                                                               |                                                                                       |
| Premi Globus d'Or Estats Units                                            | 1998 | Guanyadora | Globus d'Or                     | Millor actriu secundària                                                      | L.A. Confidential de Curtis Hanson (1997)                                             |
| Premi Globus d'Or Estats Units                                            | 1985 | Nominada   | Globus d'Or                     | Millor actriu secundària                                                      | La millor de Barry Levinson (1984)                                                    |
| Kudzu Film Festival Estats Units                                          | 1999 | Guanyadora | Athena Award                    |                                                                               |                                                                                       |
| MTV Movie Awards Estats Units                                             | 1994 | Nominada   | MTV Movie Award                 | Millor petó                                                                   | Dos bojos amb sort 2 de Stephen Surjik (1993)                                         |
| MTV Movie Awards Estats Units                                             | 1994 | Nominada   | MTV Movie Award                 | La dona més desitjable                                                        | La fugida de Roger Donaldson (1994)                                                   |
| MTV Movie Awards Estats Units                                             | 1993 | Nominada   | MTV Movie Award                 | La dona més desitjable                                                        | Cool World de Ralph Bakshi (1992)                                                     |
| National Board of Review Estats Units                                     | 1994 | Guanyadora | NBR Award                       | Millor actuació en conjunt                                                    | Ready to Wear de Robert Altman (1994)                                                 |
| Razzie Awards Estats Units                                                | 2005 | Nominada   | Razzie Award                    | Pitjor perdedor dels Razzies dels 25 darrers anys(amb 6 Nominacions en total) |                                                                                       |
| Razzie Awards Estats Units                                                | 2001 | Nominada   | Razzie Award                    | Pitjor actriu                                                                 | Bless the Child de Chuck Russell (2000) i per El somni d'Àfrica de Hugh Hudson (2000) |
| Razzie Awards Estats Units                                                | 1995 | Nominada   | Razzie Award                    | Pitjor actriu                                                                 | The Getaway de Roger Donaldson (1994)                                                 |
| Razzie Awards Estats Units                                                | 1993 | Nominada   | Razzie Award                    | Pitjor actriu                                                                 | Cool World de Ralph Bakshi (1992) i per Anàlisi final de Phil Joanou (1992)           |
| Razzie Awards Estats Units                                                | 1992 | Nominada   | Razzie Award                    | Pitjor actriu                                                                 | The marrying Man de Jerry Rees (1991)                                                 |
| Razzie Awards Estats Units                                                | 1987 | Nominada   | Razzie Award                    | Pitjor actriu                                                                 | 9 semaines 1/2 d'Adrian Lyne (1986)                                                   |
| Screen Actors Guild Award Estats Units                                    | 1998 | Guanyadora | Actriu                          | Millor Actriu secundària                                                      | L.A. Confidential de Curtis Hanson (1997)                                             |
| Screen Actors Guild Award Estats Units                                    | 1998 | Nominada   | Actor                           | Millor repartiment                                                            | L.A. Confidential de Curtis Hanson (1997)                                             |
| Southeastern Film Critics Association Awards Estats Units                 | 1998 | Guanyadora | SEFCA Award                     | Millor Actriu secundària                                                      | L.A. Confidential de Curtis Hanson (1997)                                             |